# Craniophora
Craniophora là một chi bướm đêm thuộc họ Noctuidae.

## Các loài
- Craniophora fasciata Moore, [1884]
- Craniophora ligustri – Coronet Denis & Schiffermüller, 1775
- Craniophora melanisans Wiltshire, 1980
- Craniophora malesiae Holloway, 1989
- Craniophora nodyna Turner, 1904
- Craniophora phaeocosma Turner, 1920
- Craniophora pontica Staudinger, 1879